# Wohn- und Wirtschaftsgebäude Große Straße 21

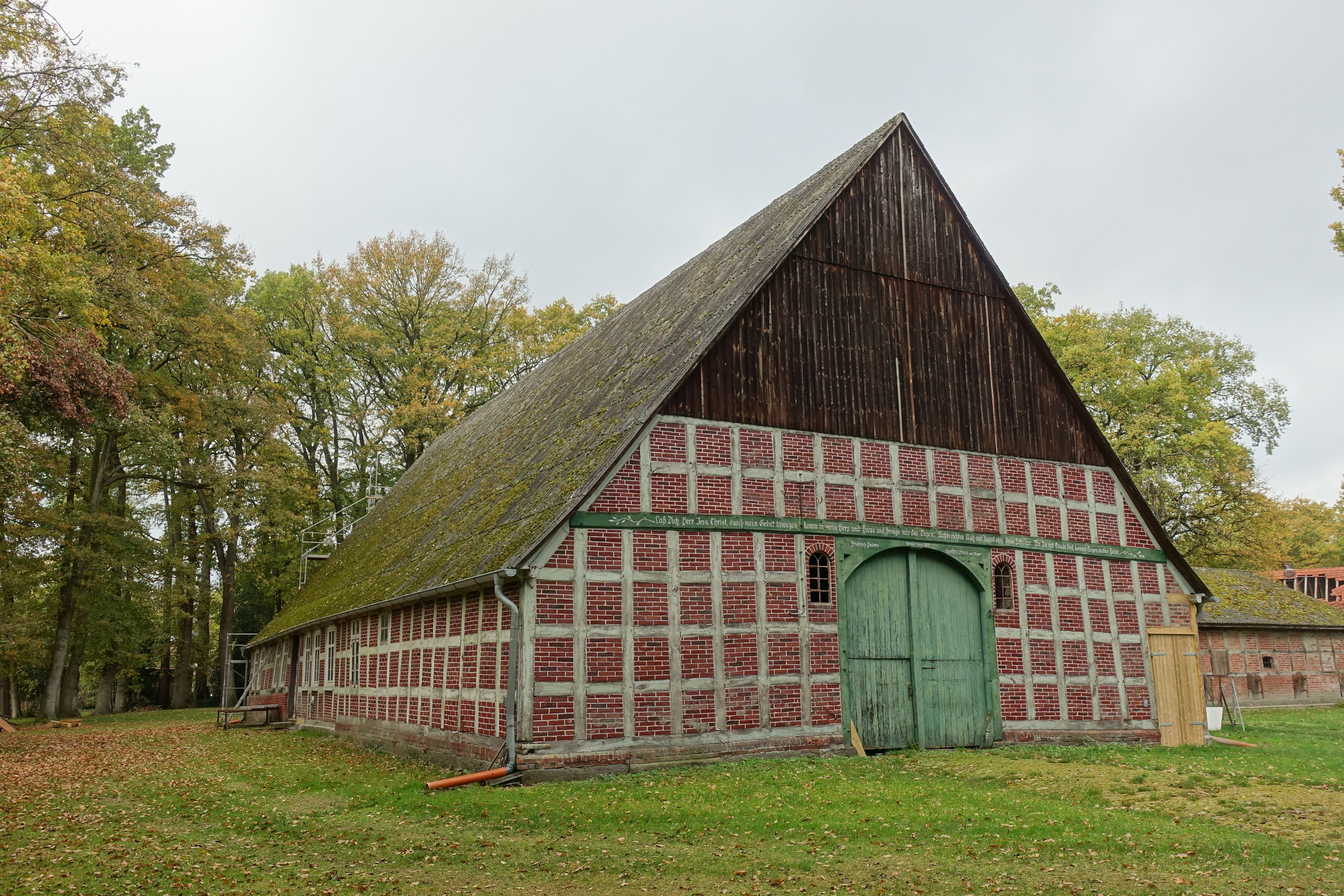
Süd- und Ostfassade (2022)

Das Wohn- und Wirtschaftsgebäude Große Straße 21 in der Ortsmitte der niedersächsischen Gemeinde Stemmen wurde in der ersten Hälfte des 19. Jahrhunderts gebaut. Aktuell (2025) wird es zum Wohnen und wohl gewerblich genutzt.
Das Gebäude steht unter Denkmalschutz (siehe auch Liste der Baudenkmale in Stemmen (Landkreis Rotenburg)).

## Geschichte und Beschreibung
Stemmen wurde 1250 erstmals erwähnt und gehört zur Samtgemeinde Fintel im heutigen Landkreis Rotenburg (Wümme).
Das eingeschossige giebelständige Wohn- und Wirtschaftsgebäude als Zweiständer-Hallenhaus auf Granitquadersockel in regelmäßigem Fachwerk, mit Steinausfachungen, plattengedecktem Satteldach, Uhlenloch, regionaltypischer senkrechter Verbretterung in den oberen Giebeldreiecken und der Grooten Door mit Rundbogen wurde 1813 für Friedrich Peters und Ehefrau (Inschrift) gebaut. Der Wohnteil wurde auf hohem Backsteinsockel wohl in der zweiten Hälfte des 19. Jahrhunderts verlängert.
Das Landesdenkmalamt befand u. a.: „… ein regionstypisches Hallenhaus der ersten Hälfte des 19. Jahrhunderts in Zweiständerkonstruktion ….“